# Liste der Kulturdenkmale in Flensburg-Neustadt
In der Liste der Kulturdenkmale in Flensburg-Neustadt sind alle Kulturdenkmale des Stadtteils Neustadt (inklusive Duburg) der schleswig-holsteinischen Stadt Flensburg aufgelistet. Der Erstellung diente insbesondere die im Hauptartikel gelistete Literatur (Stand: 10. März 2025).
Die Bodendenkmale sind in der Liste der Bodendenkmale in Flensburg erfasst.

## Legende
In den Spalten befinden sich folgende Informationen:
- Objekt-ID: die Nummer des Kulturdenkmales
- Lage: die Adresse des Kulturdenkmales und die geographischen Koordinaten. Kartenansicht, um Koordinaten zu setzen. In der Kartenansicht sind Kulturdenkmale ohne Koordinaten mit einem roten Marker dargestellt und können in der Karte gesetzt werden. Kulturdenkmale ohne Bild sind mit einem blauen Marker gekennzeichnet, Kulturdenkmale mit Bild mit einem grünen Marker.
- Offizielle Bezeichnung: Bezeichnung des Kulturdenkmales
- Beschreibung: die Beschreibung des Kulturdenkmales
- Bild: ein Bild des Kulturdenkmales

## Sachgesamtheiten
| Objekt-ID      | Lage                                                                                              | Offizielle Bezeichnung          | Beschreibung | Bild                             |
| -------------- | ------------------------------------------------------------------------------------------------- | ------------------------------- | --- | -------------------------------- |
| 1825 Wikidata  | Burghof 1, 2, 3, 4, 5, 6, Burghof, Marienstraße 22 Toosbüystraße 11 (54° 47′ 25″ N, 9° 25′ 48″ O) | Burghof                         | Burghof; 1909–10, Architekt Paul Ziegler; Innenblockbebauung im Heimatschutzstil zwischen zwei Vorderhäusern zur Toosbüy- und zur Marienstraße, vier- und fünfgeschossige Backsteinbauten mit Erkern und geschweiften Zwerchgiebeln in unregelmäßiger Anordnung um einen langgestreckten Innenhof mit Brunnen - Begründung: geschichtlich, künstlerisch, städtebaulich - Schutzumfang: Mietwohnungshäuser (Burghof 1, 2, 3, 4, 5, 6; Toosbüystraße 11); Brunnen, Pflasterung (Burghof); Wohnhaus, Pflasterung (Marienstraße 22) | weitere Fotos \| Fotos hochladen |
| 53538          | Neustadt 1a, 1, 3, 5 Bezeichnung: Gewerbehof Neustadt 1-5 (54° 47′ 45″ N, 9° 25′ 46″ O)           | Wohn- und Geschäftshaus Pott    | Gewerbehof; 1780, um 1800, vor 1887; Parzelle mit historisch gewachsener, einen Hof locker umschließender Bebauung aus Wohnhaus mit Gaststätte, Hofgebäude und zwei ehem. Remisen und Packhäusern - Begründung: geschichtlich, städtebaulich - Schutzumfang: Wohnhaus mit Gaststätte (Neustadt 1), Hofgebäude (Neustadt 1a), ehem. Remise und Packhaus (Wohnhaus) (Neustadt 3), ehem. Packhaus (Wohn- und Geschäftshaus) (Neustadt 5) | BW                               |
| 50904          | Neustadt 2 (54° 47′ 45″ N, 9° 25′ 48″ O)                                                          | Wohn- und Geschäftshaus Pott    | Wohn- und Geschäftshaus Pott; 1878; ehem. Rumfabrik, dreigeschossiger spätklassizistisch gegliederter Putzbau zur Neustadt, zweigeschossiges Geschäftshaus zur Werftstraße und Hofgebäude mit Produktions- und Lagerfunktion - Begründung: geschichtlich, städtebaulich - Schutzumfang: Wohn- und Geschäftshaus Pott, Hofgebäude, Geschäftshaus (Werftstraße) | BW                               |
| 50902          | Neustadt 10, Werftstraße (54° 47′ 47″ N, 9° 25′ 46″ O)                                            | Gewerbehof Neustadt 10          | Gewerbehof Neustadt 10; um 1872, 1892 u. 1901 erweitert; zweigeschossiger Putzbau mit reicher spätklassizistischer Putzgliederung, zwei zweigeschossige Seitenflügel, Querspeicher - Begründung: geschichtlich, künstlerisch, städtebaulich - Schutzumfang: Wohn- und Geschäftshaus, erster Seitenflügel, zweiter Seitenflügel (Neustadt 10), Querspeicher (Werftstraße) | BW                               |
| 52428          | Schloßstraße 16, 20, 22-24, 26, 30-32 (54° 47′ 39″ N, 9° 25′ 48″ O)                               | Wohnbebauung Schloßstraße 16-32 | Wohnbebauung Schloßstraße 16-32; Ende 18. bis Ende 19. Jh.; heterogene Baugruppe am Hang unterhalb der Duburg, überwiegend ein- bis zweigeschossige Wohnhäuser mit Hofgebäuden bzw. Rückflügeln, Nr. 16 mit Bogenbinderdach - Begründung: geschichtlich, städtebaulich - Schutzumfang: Wohnhaus, ehem. Hofgebäude, Nebengebäude (Schloßstraße 16), Wohnhäuser (Schloßstraße 20, 22-24), Mietwohnungshaus (Schloßstraße 26), Doppelhaus mit Vorplatz und Böschungsmauer (Schloßstraße 30-32) | BW                               |
| 49809 Wikidata | Schloßstraße 28 (54° 47′ 39″ N, 9° 25′ 46″ O)                                                     | Voigtschule                     | Voigtschule; 1882, um 1905, vermutl. Arch. Otto Fielitz; Gebäudegruppe aus an der Straße liegendem stattlichem Schulgebäude mit dekorativer Gelbsteinfassade und zurückgesetzter Turnhalle in Rotstein mit barockisierender Blendengliederung - Begründung: geschichtlich, künstlerisch, städtebaulich - Schutzumfang: Voigtschule, Turnhalle | weitere Fotos \| Fotos hochladen |
| 14582          | Werftstraße 24, Neustadt 26 (54° 47′ 51″ N, 9° 25′ 40″ O)                                         | Alte Werft                      | ehemalige Alte Werft; gegr. 1872–75, erw. um 1890-1900 und um 1915; Verwaltungsgebäude an der Werftstraße von 1897, zu den ältesten Gebäuden zählen die Alte Kesselschmiede (1886), die Modelltischlerei (1892), die Maschinenbauhalle und die Alte Montagehalle (beide 1891), zum Baubestand um 1915 zählt u.a. die Neue Dreherei. Dichtes Baugefüge aus Funktionsbauten der Alten Werft, das zahlreiche seinerzeit ingenieurtechnisch-fortschrittliche Baukonstruktionen beispielhaft dokumentiert und einen prägenden Teil der Stadtsilhouette am westlichen Fördeufer bildet - Begründung: geschichtlich, künstlerisch, städtebaulich, technisch - Schutzumfang: Verwaltungsgebäude/Torhaus, Tischlerei, Maschinenbauhalle, Alte Kesselschmiede, Modelltischlerei und Lager, Neue Dreherei, Alte Montagehalle, Zentrale Süd (Werftstraße 24); Alte Speisehalle/Werftkantine (Neustadt 26) | BW                               |

## Mehrheit von baulichen Anlagen
| Objekt-ID | Lage | Offizielle Bezeichnung                                           | Beschreibung | Bild |
| --------- | --- | ---------------------------------------------------------------- | --- | --- |
| 14583     | Am Burgfried 1, 2, 3, 4, 5, 6, 7, 8, 9, 10, 11, 12, Margarethenstraße 22 (54° 47′ 29″ N, 9° 25′ 42″ O)                                                        | Mietwohnungshäuser Am Burgfried 1-12/Margarethenstraße 22        | Mietshausgruppe Am Burgfried; um 1905, Baugeschäft Schwark u. Körner u.a.; geschlossene Mietshausgruppe auf steiler Anhöhe, repräsentative Fassadengestaltung in reichen historisierenden und Jugendstilformen, die Eckgebäude zur Burgstraße und zum Schloßwall durch überhöhte Eckerker mit Turmhelmen betont - Begründung: geschichtlich, künstlerisch, städtebaulich - Schutzumfang: Mietwohnungshäuser (Am Burgfried 2, 3, 4, 5, 6, 7, 8, 9, 10, 11, 12; Margarethenstraße 22); Wohn- und Geschäftshaus (Am Burgfried 1, Burgstraße 2) | BW |
| 49498     | Burgplatz 1, 2, Burgstraße 3 (54° 47′ 29″ N, 9° 25′ 34″ O) | Wohn- und Geschäftshäuser Burgplatz/Burgstraße                   | Wohn- und Geschäftshäuser Burgplatz/Burgstraße; 1895–98, Maurermeister Ohlsen u. Jensen; repräsentative Eckbebauung am Burgplatz zwischen Burgstraße und Bergstraße, drei drei- bis viergeschossigen Putzbauten in spätklassizistischen und Neurenaissance-Formen - Begründung: geschichtlich, künstlerisch, städtebaulich - Schutzumfang: Wohn- und Geschäftshäuser Burgplatz 1, 2, Burgstraße 3 | BW |
| 49532     | Burgstraße 25, Ritterstraße 15 (54° 47′ 34″ N, 9° 25′ 38″ O)                                                                                                  | Mietwohnungshäuser Burgstraße 25/Ritterstraße 15                 | Mietwohnungshäuser Burgstraße 25/Ritterstraße 15; 1904, Maurermeister Carl Schulz; Bebauung Ecke Ritterstraße/Burgstraße, zwei viergeschossige Wohnhäuser mit Pultdach, Putzfassaden, historistischer Dekor - Begründung: geschichtlich, künstlerisch, städtebaulich - Schutzumfang: Mietwohnungshäuser Burgstraße 25, Ritterstraße 15 | BW |
| 35623     | Duburger Straße 17, 18, 19, 20, 21, 22, 23, 25, Junkerhohlweg 2, 4, 6 (54° 47′ 42″ N, 9° 25′ 36″ O)                                                           | Mietwohnungshäuser Duburger Straße 17-25/Junkerhohlweg 2- 6      | Mietwohnungshäuser Duburger Straße 17-25 u. Junkerhohlweg 2- 6; Ende 19./Anfang 20. Jh., Maurermeister Wilhelm Nielsen, Baumeister Johann Rose, Maurermeister Chr. Fürstenberg u.a.; beidseitige Bebauung Duburger Straße und einseitige Bebauung Einmündung Junkerhohlweg, viergeschossige Mietwohnhäuser mit Pult- und Satteldächern sowie Berliner Dächern, Putz- und Ziegelbauten in Formen des Spätklassizismus sowie des Heimatschutz- und Reformstils. Hervorzuheben Mietwohnungshaus Duburger Straße Nr. 17 mit historischen Treppenhäusern - Begründung: geschichtlich, künstlerisch, städtebaulich - Schutzumfang: Wohnhaus Duburger Straße 18, Mietwohnungshäuser Duburger Straße 17, 19 (mit hist. Treppenhaus), 20, 21, 22, 23, 25, Junkerhohlweg 2, 4, 6 | BW |
| 49790     | Duburger Straße 47, 49, Ritterstraße 4 (54° 47′ 35″ N, 9° 25′ 32″ O)                                                                                          | Mietwohnungshäuser Duburger Straße 47-49/Ritterstraße 4          | Mietwohnungshäuser Duburger Straße47-49 / Ritterstraße 4; Ende 19. Jh., Gebr. Ohlsen, Zimmermeister L. Hentschel; einseitige Bebauung der Ecke Duburger Straße/Ritterstraße, drei- und viergeschossige Wohn- und Geschäftshäuser mit Satteldächern und Berliner Dach, Putzbauten in Formen des Spätklassizismus - Begründung: geschichtlich, künstlerisch, städtebaulich - Schutzumfang: Wohn- und Geschäftshäuser Duburger Straße 47, 49, Mietwohnungshaus Ritterstraße 4 (mit hist. Treppenhaus) | BW |
| 49499     | Knuthstraße 8, 10, 12, 14, 16, 18, Burgplatz 4 (54° 47′ 27″ N, 9° 25′ 35″ O)                                                                                  | Mietwohnungshäuser Knuthstraße 8-18/Burgplatz 4                  | Mietshausgruppe Knuthstraße 8-18/Burgplatz 4; 1890–92; gegenüber der Diakonissenanstalt gelegene geschlossene Reihe aus sieben drei- bis viergeschossigen Putzbauten mit historisierender und spätklassizistischer Fassadengestaltung, Gebäude am Burgplatz viergeschossig und mit aufwändigen Neorenaissance-Elementen, südliche Gebäude schlichter - Begründung: geschichtlich, städtebaulich - Schutzumfang: Mietwohnungshäuser mit Treppenhäusern Knuthstraße 8, 10, 12, 14, 16, 18, Wohn- und Geschäftshaus mit Treppenhaus Burgplatz 4 | BW |
| 49836     | Marienstraße 46, 48, 50, 52 (54° 47′ 24″ N, 9° 25′ 42″ O) | Baugruppe Marienstraße 46-52                                     | Baugruppe Marienstraße Nr. 46-52; E. 19. Jh.; geschlossene Gruppe aus vier dreigeschossigen Mietwohnungshäusern, überwiegend breitgelagerte Putzfassaden in spätklassizistischer Gestaltung, einzig Nr. 48 dreiachsig, mit gelbsteinsichtiger Fassade und Hinterhaus - Begründung: geschichtlich, städtebaulich - Schutzumfang: Mietwohnungshäuser (Marienstraße 48, 50, 52), Hinterhaus (Marienstraße 48), Wohn- und Geschäftshaus (Marienstraße 46) | BW |
| 48495     | Neustadt 7, 9, 11, 13, 15 (54° 47′ 46″ N, 9° 25′ 45″ O) | Wohn- und Geschäftshausgruppe Neustadt 7-15                      | Wohn- und Geschäftshausgruppe Neustadt 7-15; ca. 1800 bis um 1900; Reihe von fünf traufständigen zwei- bis dreigeschossigen Backsteingebäuden mit Putzfassaden in repräsentativer Gestaltung zumeist im Gepräge des ausgehenden 19. Jhs., in den Erdgeschosszonen Ladenlokale - Begründung: geschichtlich, wissenschaftlich, künstlerisch, städtebaulich - Schutzumfang: Wohn- und Geschäftshäuser Neustadt 7, 9, 11, 13, 15 | BW |
| 20127     | Toosbüystraße 1, 3, 4, 5, 6, 7, 8, 9, 10, 12, 13, 14, 15, 16-18, 17, 19, 21, 23, 25, 27, 29, 31, 33, 35, 37, Norderstraße 27-29 (54° 47′ 27″ N, 9° 25′ 40″ O) | Wohn- und Geschäftshäuser Toosbüystraße 1-37/Norderstraße 27- 29 | Wohn- und Geschäftshäuser Toosbüystraße; 1900-1906, Gebr. Hummel, Baugeschäft Schwark u. Körner, M. Schlichting, A. W. Prale u.a.; südseitige, im östlichen Bereich beidseitige Straßenbebauung durch insgesamt 26 viergeschossige Mietwohnungshäuser in geschlossener Bebauung, Fassaden in individueller qualitätvoller Gestaltung, in Formen des Historismus und Jugendstils, belebt v.a. durch Erker, Zwerchhäuser und Stuckornamentik - Begründung: geschichtlich, künstlerisch, städtebaulich - Schutzumfang: Wohn- und Geschäftshäuser (Toosbüystraße 1, 3, 4, 5, 6, 7, 8, 9, 10, 12, 13, 14, 15, 16-18, 17, 19, 23, 25, 27, 29, 31, 33, 35, 37, Norderstraße 27-29), ehem. Gesellschaftshaus der „Neuen Harmonie“ (Toosbüystraße 21)                           | [[Vorlage:Bilderwunsch/code!/O:Wohn- und Geschäftshäuser Toosbüystraße 1-37/Norderstraße 27- 29!/C:54.790868,9.427774!/D:Toosbüystraße 1, 3, 4, 5, 6, 7, 8, 9, 10, 12, 13, 14, 15, 16-18, 17, 19, 21, 23, 25, 27, 29, 31, 33, 35, 37, Norderstraße 27-29, Wohn- und Geschäftshäuser Toosbüystraße 1-37/Norderstraße 27- 29!/\|BW]] |

## Bauliche Anlagen
| Objekt-ID      | Lage                                                  | Offizielle Bezeichnung                               | Beschreibung | Bild                             |
| -------------- | ----------------------------------------------------- | ---------------------------------------------------- | --- | -------------------------------- |
| 40             | Am Burgfried 1 (54° 47′ 29″ N, 9° 25′ 36″ O)          | Wohn- und Geschäftshaus                              | Wohn- und Geschäftshaus; 1904, Baugeschäft Schwark und Körner; viergeschossiges Eckgebäude (Burgstraße 2) mit Berliner Dach, verputzt und hell verklinkert, aufwendig gestalte Fassade in Jugendstilformen, gerundeter Eckerker mit Turmhaube - Begründung: geschichtlich, künstlerisch, städtebaulich - Schutzumfang: gesamtes Objekt - Denkmaltyp: Bauliche Anlage, Mehrheit von baulichen Anlagen: Mietwohnungshäuser Am Burgfried 1-12/Margarethenstraße 22 | BW                               |
| 41             | Am Burgfried 3 (54° 47′ 29″ N, 9° 25′ 37″ O)          | Mietwohnungshaus                                     | Mietwohnungshaus; 1904, Maurermeister Andreas Ohlsen; viergeschossiger traufständiger Putzbau Traufstellung, Berliner Dach, reich gegliederte Fassade mit zwei Kastenerkern und historistischem Dekor - Begründung: geschichtlich, künstlerisch, städtebaulich - Schutzumfang: gesamtes Objekt - Denkmaltyp: Bauliche Anlage, Mehrheit von baulichen Anlagen: Mietwohnungshäuser Am Burgfried 1-12/Margarethenstraße 22 | BW                               |
| 34             | Am Burgfried 4 (54° 47′ 29″ N, 9° 25′ 38″ O)          | Mietwohnungshaus                                     | Mietwohnungshaus; 1905, Maurermeister Andreas Ohlsen; viergeschossiger traufständiger Klinkerbau mit Berliner Dach, historistisch gestaltete Fassade mit schmalem Kastenerker, Balkonen und Turmhaube - Begründung: geschichtlich, künstlerisch, städtebaulich - Schutzumfang: gesamtes Objekt - Denkmaltyp: Bauliche Anlage, Mehrheit von baulichen Anlagen: Mietwohnungshäuser Am Burgfried 1-12/Margarethenstraße 22 | BW                               |
| 35             | Am Burgfried 5 (54° 47′ 29″ N, 9° 25′ 39″ O)          | Mietwohnungshaus                                     | Mietwohnungshaus; 1906, Maurermeister Andreas Ohlsen; viergeschossiger traufständiger Klinkerbau, Berliner Dach mit Zwerchgiebel, historistisch gestaltete Fassade mit zweigeschossigem Kastenerker, Balkonen - Begründung: geschichtlich, künstlerisch, städtebaulich - Schutzumfang: gesamtes Objekt - Denkmaltyp: Bauliche Anlage, Mehrheit von baulichen Anlagen: Mietwohnungshäuser Am Burgfried 1-12/Margarethenstraße 22 | BW                               |
| 36             | Am Burgfried 6 (54° 47′ 29″ N, 9° 25′ 40″ O)          | Mietwohnungshaus                                     | Mietwohnungshaus; 1905, Baugeschäft Schwark und Körner; viergeschossiger Putzbau mit Berliner Dach, aufwendige Fassadengestaltung in historisierenden und Jugendstilformen, gegliedert durch Kastenerker Schweifgiebeln und Balkone - Begründung: geschichtlich, künstlerisch, städtebaulich - Schutzumfang: gesamtes Objekt - Denkmaltyp: Bauliche Anlage, Mehrheit von baulichen Anlagen: Mietwohnungshäuser Am Burgfried 1-12/Margarethenstraße 22 | BW                               |
| 37             | Am Burgfried 7 (54° 47′ 29″ N, 9° 25′ 41″ O)          | Mietwohnungshaus                                     | Mietwohnungshaus; 1905, Baugeschäft Schwark u. Körner; viergeschossiger Putzbau, Traufstellung, Berliner Dach, reich gegliederte Fassade mit Erkern, Balkonen und Jugendstildekor - Begründung: geschichtlich, künstlerisch, städtebaulich - Schutzumfang: gesamtes Objekt - Denkmaltyp: Bauliche Anlage, Mehrheit von baulichen Anlagen: Mietwohnungshäuser Am Burgfried 1-12/Margarethenstraße 22 | Fotos hochladen                  |
| 38             | Am Burgfried 8 (54° 47′ 29″ N, 9° 25′ 42″ O)          | Mietwohnungshaus                                     | Mietwohnungshaus; 1905, Baugeschäft Schwark und Körner; viergeschossiger Putzbau mit Berliner Dach, aufwendige Fassadengestaltung mit Backsteinziersetzungen und Stuckelementen in Jugendstilformen - Begründung: geschichtlich, künstlerisch, städtebaulich - Schutzumfang: gesamtes Objekt - Denkmaltyp: Bauliche Anlage, Mehrheit von baulichen Anlagen: Mietwohnungshäuser Am Burgfried 1-12/Margarethenstraße 22 | BW                               |
| 42             | Am Burgfried 10 (54° 47′ 28″ N, 9° 25′ 43″ O)         | Mietwohnungshaus                                     | Mietwohnungshaus; 1905, Baugeschäft Schwark und Körner; viergeschossiger Putzbau mit Berliner Dach, aufwendige Jugendstilfassade mit Zierfachwerk, Gliederung durch Kastenerker, Balkone und Loggien - Begründung: geschichtlich, künstlerisch, städtebaulich - Schutzumfang: gesamtes Objekt - Denkmaltyp: Bauliche Anlage, Mehrheit von baulichen Anlagen: Mietwohnungshäuser Am Burgfried 1-12/Margarethenstraße 22 | BW                               |
| 43             | Am Burgfried 11 (54° 47′ 28″ N, 9° 25′ 44″ O)         | Mietwohnungshaus                                     | Mietwohnungshaus; 1904, Architekt Karl Bernt; viergeschossiger Putzbau mit Berliner Dach, breite symmetrische Fassadengestaltung in aufwendigen Jugendstilformen, Kastenerker mit Zwerchgiebeln - Begründung: geschichtlich, künstlerisch, städtebaulich - Schutzumfang: gesamtes Objekt - Denkmaltyp: Bauliche Anlage, Mehrheit von baulichen Anlagen: Mietwohnungshäuser Am Burgfried 1-12/Margarethenstraße 22 | Fotos hochladen                  |
| 26             | Am Burgfried 12 (54° 47′ 29″ N, 9° 25′ 45″ O)         | Mietwohnungshaus                                     | Mietwohnungshaus; 1904, Nicolaus Ohlsen; viergeschossiges Eckgebäude mit Berliner Dach, teilverputzter Klinkerbau, historisierende Gliederung durch Balkone, Putzdekor, markanter Eckerker mit Turmhaube - Begründung: geschichtlich, künstlerisch, städtebaulich - Schutzumfang: gesamtes Objekt - Denkmaltyp: Bauliche Anlage, Mehrheit von baulichen Anlagen: Mietwohnungshäuser Am Burgfried 1-12/Margarethenstraße 22 | Fotos hochladen                  |
| 1365 Wikidata  | Am Schlosswall 3 (54° 47′ 31″ N, 9° 25′ 45″ O)        | Städtische Handelslehranstalten Schloß-Duburg-Schule | Alteintragung (Aktualisierung vorgesehen) - Begründung: geschichtlich, künstlerisch, städtebaulich - Schutzumfang: gesamtes Objekt - Denkmaltyp: Bauliche Anlage | weitere Fotos \| Fotos hochladen |
| 1303           | Am Schlosswall 4 - 5 (54° 47′ 32″ N, 9° 25′ 46″ O)    | Doppelwohnhaus                                       | Alteintragung (Aktualisierung vorgesehen) - Begründung: geschichtlich, künstlerisch, städtebaulich - Schutzumfang: gesamtes Objekt - Denkmaltyp: Bauliche Anlage | Fotos hochladen                  |
| 14601          | Burgplatz 1 (54° 47′ 29″ N, 9° 25′ 33″ O)             | Wohn- und Geschäftshaus                              | Wohn- und Geschäftshaus; vor 1895, Maurermeister Andreas Jensen; dreigeschossiger Putzbau in Ecklage in spätklassizistischen und Neorenaissance-Formen, zweigeschossiger Kastenerker über Eckeingang - Begründung: geschichtlich, künstlerisch, städtebaulich - Schutzumfang: Wohn- und Geschäftshaus, - Denkmaltyp: Bauliche Anlage, Mehrheit von baulichen Anlagen: Wohn- und Geschäftshäuser Burgplatz/Burgstraße | BW                               |
| 14602          | Burgplatz 2 (54° 47′ 29″ N, 9° 25′ 33″ O)             | Wohn- und Geschäftshaus                              | Wohn- und Geschäftshaus; 1896, Maurermeister Andreas Ohlsen; viergeschossiger Putzbau in Ecklage in spätklassizistischen und Neurenaissance-Formen, zweigeschossige Kastenerker - Begründung: geschichtlich, künstlerisch, städtebaulich - Schutzumfang: Wohn- und Geschäftshaus, - Denkmaltyp: Bauliche Anlage, Mehrheit von baulichen Anlagen: Wohn- und Geschäftshäuser Burgplatz/Burgstraße | BW                               |
| 14605          | Burgstraße 3 (54° 47′ 30″ N, 9° 25′ 34″ O)            | Wohn- und Geschäftshaus                              | Wohn- und Geschäftshaus; 1898, Maurermeister Andreas Ohlsen; viergeschossiger Putzbau in spätklassizistischen und Neurenaissance-Formen, zweigeschossige Kastenerker - Begründung: geschichtlich, künstlerisch, städtebaulich - Schutzumfang: Wohn- und Geschäftshaus, - Denkmaltyp: Bauliche Anlage, Mehrheit von baulichen Anlagen: Wohn- und Geschäftshäuser Burgplatz/Burgstraße | BW                               |
| 90             | Duburger Straße 10 - 12 (54° 47′ 43″ N, 9° 25′ 42″ O) | ehem. Freischule von St. Marien                      | Alteintragung (Aktualisierung vorgesehen) - Begründung: geschichtlich, künstlerisch, städtebaulich - Schutzumfang: gesamtes Objekt - Denkmaltyp: Bauliche Anlage | Fotos hochladen                  |
| 62             | Duburger Straße 14 (54° 47′ 43″ N, 9° 25′ 41″ O)      | ehem. St.-Marien-Knabenschule II                     | Alteintragung (Aktualisierung vorgesehen) - Begründung: geschichtlich, künstlerisch - Schutzumfang: gesamtes Objekt - Denkmaltyp: Bauliche Anlage | weitere Fotos \| Fotos hochladen |
| 26510          | Duburger Straße 17 (54° 47′ 42″ N, 9° 25′ 40″ O)      | Mietwohnungshaus                                     | Mietwohnungshaus; 1910/11, Maurermeister Wilhelm Nielsen; viergeschossiger Backsteinbau in Formen barockisierender Heimatschutzarchitektur, gerundete Seitenrisalite, dreiachsiges Mittelzwerchhaus - Begründung: geschichtlich, künstlerisch, städtebaulich - Schutzumfang: gesamtes Objekt - Denkmaltyp: Bauliche Anlage | BW                               |
| 14496          | Duburger Straße 28 (54° 47′ 41″ N, 9° 25′ 35″ O)      | Wohnhaus                                             | Wohnhaus; 1878, F. Glahn; eingeschossiger Putzbau mit spätklassizistischer Gliederung und flachem vorgekragtem Satteldach, übergiebelter Mittelrisalit mit Eingang, polygonaler Standerker - Begründung: geschichtlich, städtebaulich - Schutzumfang: gesamtes Objekt - Denkmaltyp: Bauliche Anlage | BW                               |
| 9006 Wikidata  | Junkerhohlweg 17 (54° 47′ 49″ N, 9° 25′ 30″ O)        | ehem. Junkerhohlwegkaserne                           | Alteintragung (Aktualisierung vorgesehen) - Begründung: geschichtlich, künstlerisch, städtebaulich - Schutzumfang: gesamtes Objekt - Denkmaltyp: Bauliche Anlage | weitere Fotos \| Fotos hochladen |
| 8650           | Neustadt 1 (54° 47′ 45″ N, 9° 25′ 47″ O)              | Wohnhaus mit Gaststätte                              | Wohnhaus mit Gaststätte; 1780, 1794; eingeschossiger, zunächst als Packhaus errichteter Giebelbau mit Satteldach, weißgeschlämmtes Ziegelmauerwerk, gereihte Fenster mit scheitrechten Stürzen - Begründung: geschichtlich, städtebaulich - Schutzumfang: gesamtes Objekt - Denkmaltyp: Bauliche Anlage, Sachgesamtheit: Gewerbehof Neustadt 1-5 | Fotos hochladen                  |
| 52944          | Neustadt 1 a (54° 47′ 44″ N, 9° 25′ 46″ O)            | Hofgebäude                                           | Hofgebäude; um 1800; zweigeschossiger geschlämmter Gelbsteinbau auf trapezförmigem Grundriss, traufständig zum Hof, steiles Satteldach, hofseitig zwei korbbogige Zugänge und Dachüberstand - Begründung: geschichtlich, städtebaulich - Schutzumfang: gesamtes Objekt - Denkmaltyp: Bauliche Anlage, Sachgesamtheit: Gewerbehof Neustadt 1-5 | BW                               |
| 13998          | Neustadt 2 (54° 47′ 45″ N, 9° 25′ 48″ O)              | Wohn- und Geschäftshaus Pott                         | Wohn- und Geschäftshaus Pott; 1878; ehem. Rumfabrik, dreigeschossiger Bau mit stumpfer Ecke und zum Nordertor abgewalmtem Schieferdach, Putzfassade mit spätklassizistischer Gliederung, rückwärtig kleine Ladeluke mit Kranbalken erhalten - Begründung: geschichtlich, städtebaulich - Schutzumfang: gesamtes Objekt - Denkmaltyp: Bauliche Anlage, Sachgesamtheit: Wohn- und Geschäftshaus Pott | BW                               |
| 8556           | Neustadt 9 (54° 47′ 46″ N, 9° 25′ 44″ O)              | Wohn- und Geschäftshaus                              | Wohn- und Geschäftshaus; um 1815, 1895/96, 1977; zweigeschossiger traufständiger Backsteinbau mit spätklassizistischer Putzfassade und nach Aufstockung sehr steilem schiefergedecktem Dach, im Erdgeschoss historische Apothekeneinrichtung erhalten - Begründung: geschichtlich, wissenschaftlich, künstlerisch, städtebaulich - Schutzumfang: gesamtes Objekt - Denkmaltyp: Bauliche Anlage, Mehrheit von baulichen Anlagen: Wohn- und Geschäftshausgruppe Neustadt 7-15                                                                                                  | Fotos hochladen                  |
| 14534          | Neustadt 10 (54° 47′ 46″ N, 9° 25′ 45″ O)             | Wohn- und Geschäftshaus                              | Wohn- und Geschäftshaus; um 1872, 1892 u. 1901 erweitert; zweigeschossiger Putzbau mit reicher spätklassizistischer Putzgliederung - Begründung: geschichtlich, künstlerisch, städtebaulich - Schutzumfang: Bauliche Anlage, Sachgesamtheit: Gewerbehof Neustadt 10 - Denkmaltyp: Bauliche Anlage | BW                               |
| 187            | Neustadt 15 (54° 47′ 47″ N, 9° 25′ 42″ O)             | Wohn- und Geschäftshaus                              | Wohn- und Geschäftshaus; um 1790, verm. Baumeister Christian Gottfried Buchwald; zweigeschossiger traufständiger Backsteinbau mit geschlämmter Fassade und pfannengedecktem Mansarddach, mittig der Straßenfront aufwendig gestaltetes Portal, Hofeingang mit schlichterer Hausteinrahmung, Giebelseiten mit Blendfenstern und Ladeluken - Begründung: geschichtlich, künstlerisch, städtebaulich - Schutzumfang: gesamtes Objekt - Denkmaltyp: Bauliche Anlage, Mehrheit von baulichen Anlagen: Wohn- und Geschäftshausgruppe Neustadt 7-15                                 | Fotos hochladen                  |
| 6391 Wikidata  | Neustadt 16 (54° 47′ 48″ N, 9° 25′ 42″ O)             | Flensburger Walzenmühle                              | Alteintragung (Aktualisierung vorgesehen) - Begründung: geschichtlich, künstlerisch, städtebaulich, technisch - Schutzumfang: Alteintragung (Aktualisierung vorgesehen) - Denkmaltyp: Bauliche Anlage | weitere Fotos \| Fotos hochladen |
| 1910           | Neustadt 38 (54° 47′ 54″ N, 9° 25′ 33″ O)             | Fabrikantenwohnhaus                                  | Alteintragung (Aktualisierung vorgesehen) - Begründung: geschichtlich, künstlerisch - Schutzumfang: gesamtes Objekt - Denkmaltyp: Bauliche Anlage | Fotos hochladen                  |
| 104 Wikidata   | Ritterstraße 27 (54° 47′ 34″ N, 9° 25′ 44″ O)         | Duborg-Skolen                                        | Alteintragung (Aktualisierung vorgesehen) - Begründung: geschichtlich, künstlerisch, städtebaulich - Schutzumfang: gesamtes Objekt - Denkmaltyp: Bauliche Anlage | weitere Fotos \| Fotos hochladen |
| 3 Wikidata     | Ritterstraße 32 (54° 47′ 33″ N, 9° 25′ 45″ O)         | Wohnhaus                                             | Alteintragung (Aktualisierung vorgesehen) - Begründung: geschichtlich, städtebaulich - Schutzumfang: gesamtes Objekt - Denkmaltyp: Bauliche Anlage | Fotos hochladen                  |
| 14338 Wikidata | Schloßstraße 28 (54° 47′ 39″ N, 9° 25′ 46″ O)         | Voigtschule                                          | Voigtschule; 1882, verm. Stadtbaumeister Otto Fielitz; dreigeschossiger traufständiger Gelbsteinbau auf hohem Rotsteinsockel, Satteldach schiefergedeckt, reiche Fassadengliederung, übergiebelte Mittelrisalite und kontrastierende Rotsteingliederung - Begründung: geschichtlich, künstlerisch, städtebaulich - Schutzumfang: gesamtes Objekt - Denkmaltyp: Bauliche Anlage, Sachgesamtheit: Voigtschule | weitere Fotos \| Fotos hochladen |
| 272 Wikidata   | Schloßstraße 35 (54° 47′ 38″ N, 9° 25′ 41″ O)         | Guttempler-Logenhaus                                 | Guttempler Logenhaus; im Kern 1772–73, Umbau 1905–06 durch Maurermeister Carl Schulz; zweigeschossiger Putzbau mit flachem Walmdach und spätklassizistischer Fassadengliederung, flankierende turmartige Anbauten an Südseite, Saal mit Ausstattung in Formen des Zopfstils - Begründung: geschichtlich, künstlerisch, städtebaulich - Schutzumfang: Guttempler Logenhaus, - Denkmaltyp: Bauliche Anlage, Mehrheit von baulichen Anlagen: Baugruppe westliche Schloßstraße                                                                                                   | weitere Fotos \| Fotos hochladen |
| 20089 Wikidata | Schloßstraße 41 (54° 47′ 38″ N, 9° 25′ 37″ O)         | ehem. Stiftungshaus "Mohr'sches Heim"                | ehem. Stiftungshaus "Mohr'sches Heim"; im Kern 1870er Jahre, Umbau 1903 durch Maurermeister Martin Jensen; freistehender zweigeschossiger Putzbau mit Satteldach, erhöhter Seitenrisalit mit Kurzwalm und polygonalem Erker im Obergeschoss, aufwendig gegliederte Straßenfassade mit neubarocken Elementen - Begründung: geschichtlich, künstlerisch, städtebaulich - Schutzumfang: ehem. Stiftungshaus "Mohr'sches Heim", - Denkmaltyp: Bauliche Anlage, Mehrheit von baulichen Anlagen: Baugruppe westliche Schloßstraße                                                  | Fotos hochladen                  |
| 20091 Wikidata | Schloßstraße 44 - 46 (54° 47′ 39″ N, 9° 25′ 39″ O)    | ehem. Gewerkschaftshaus                              | ehem. Gewerkschaftshaus; 1911–12, Architekt Carl Voss; dreigeschossiger traufständiger Backsteinbau mit Mansarddach, Erdgeschoss mit Bossenblendmauerwerk, reiche historisierende Putzgliederung mit figürlicher Stuckzier, asymmetrisch verteilte Erker mit Doppel- und Schweifgiebelabschlüssen - Begründung: geschichtlich, künstlerisch, städtebaulich - Schutzumfang: ehem. Gewerkschaftshaus, - Denkmaltyp:Bauliche Anlage, Mehrheit von baulichen Anlagen: Baugruppe westliche Schloßstraße                                                                           | Fotos hochladen                  |
| 20129          | Toosbüystraße 11 (54° 47′ 26″ N, 9° 25′ 47″ O)        | Mietwohnungshaus                                     | Mietwohnungshaus; 1909, Paul Ziegler; viergeschossiger Backsteinbau im Heimatschutzstil, Mansarddach, breiter Zwerchgiebel, Lisenengliederung, rückwärtig Rundturm mit Kegeldach - Begründung: geschichtlich, künstlerisch, städtebaulich - Schutzumfang: gesamtes Objekt - Denkmaltyp: Bauliche Anlage, Sachgesamtheit: Burghof | BW                               |
| 288            | Toosbüystraße 15 (54° 47′ 26″ N, 9° 25′ 45″ O)        | Wohn- und Geschäftshaus                              | Wohn- und Geschäftshaus; 1903, Maurermeister Christian Hummel; viergeschossiger Bau mit aufwändiger Gestaltung in Jugendstilformen, helle Klinkerverblendung, Kastenerker, geschweifte, unterschiedlich geformte seitliche Zwerchgiebel, dazwischen verglaste Front des ehemaligen Fotoateliers, rückwärtig hakenförmiger viergeschossiger Hofflügel - Begründung: geschichtlich, künstlerisch, städtebaulich - Schutzumfang: gesamtes Objekt - Denkmaltyp: Bauliche Anlage, Mehrheit von baulichen Anlagen: Wohn- und Geschäftshäuser Toosbüystraße 1-37/Norderstraße 27-29 | BW                               |
| 1481           | Toosbüystraße 17 (54° 47′ 26″ N, 9° 25′ 44″ O)        | Wohn- und Geschäftshaus                              | Wohn- und Geschäftshaus; 1905, Baugeschäft Schwark u. Körner; viergeschossiger Putzbau mit Berliner Dach, aufwändige Putzgliederung in Jugendstilformen, Kastenerker mit loggienartigen Doppelbalkonen, viergeschossiger Hofflügel - Begründung: geschichtlich, künstlerisch, städtebaulich - Schutzumfang: gesamtes Objekt - Denkmaltyp: Bauliche Anlage, Mehrheit von baulichen Anlagen: Wohn- und Geschäftshäuser Toosbüystraße 1-37/Norderstraße 27-29 | Fotos hochladen                  |
| 290            | Toosbüystraße 19 (54° 47′ 26″ N, 9° 25′ 43″ O)        | Wohn- und Geschäftshaus                              | Wohn- und Geschäftshaus; 1905–06, Architekt: Heinrich Petersen; viergeschossiger Putzbau, aufwändige Fassadengestaltung in Formen des Landhaus- und Jugendstils, Backstein- und Fachwerkelemente, viergeschossige Innenhofbebauung - Begründung: geschichtlich, künstlerisch, städtebaulich - Schutzumfang: gesamtes Objekt - Denkmaltyp: Bauliche Anlage, Mehrheit von baulichen Anlagen: Wohn- und Geschäftshäuser Toosbüystraße 1-37/Norderstraße 27-29 | Fotos hochladen                  |
| 291            | Toosbüystraße 21 (54° 47′ 26″ N, 9° 25′ 42″ O)        | ehem. Gesellschaftshaus der „Neuen Harmonie“         | ehem. Gesellschaftshaus der Neuen Harmonie; 1901–02, Architekt Alexander Wilhelm Prale; breitgelagerter dreigeschossiger Putzbau in Formen der Neurenaissance, rechtsseitig Saaltrakt mit Emporengeschoss und Staffelgiebel, linksseitig Dreieckserker mit Pyramidendach, im Inneren Teile der ursprünglichen Raumausstattung erhalten - Begründung: geschichtlich, künstlerisch, städtebaulich - Schutzumfang: gesamtes Objekt - Denkmaltyp: Bauliche Anlage, Mehrheit von baulichen Anlagen: Wohn- und Geschäftshäuser Toosbüystraße 1-37/Norderstraße 27-29               | Fotos hochladen                  |
| 1482           | Toosbüystraße 23 (54° 47′ 27″ N, 9° 25′ 41″ O)        | Wohn- und Geschäftshaus                              | Wohn- und Geschäftshaus; 1906; Baugeschäft Schwark u. Körner; viergeschossiger Putzbau mit Mansarddach, reiche Fassadengestaltung in Jugendstilformen, Kastenerker mit Altan und Zwerchgiebel, viergeschossiger Hofflügel - Begründung: geschichtlich, künstlerisch, städtebaulich - Schutzumfang: gesamtes Objekt - Denkmaltyp: Bauliche Anlage, Mehrheit von baulichen Anlagen: Wohn- und Geschäftshäuser Toosbüystraße 1-37/Norderstraße 27-29 | Fotos hochladen                  |
| 292            | Toosbüystraße 25 (54° 47′ 27″ N, 9° 25′ 40″ O)        | Wohn- und Geschäftshaus                              | Wohn- und Geschäftshaus; 1906; Baugeschäft Schwark u. Körner; viergeschossiger Putzbau, Fassadengestaltung in Jugendstilformen, bis in das erste Obergeschoss mit Sichtbackstein und Backsteinziergliederungen, viergeschossiger Hofflügel - Begründung: geschichtlich, künstlerisch, städtebaulich - Schutzumfang: gesamtes Objekt - Denkmaltyp: Bauliche Anlage, Mehrheit von baulichen Anlagen: Wohn- und Geschäftshäuser Toosbüystraße 1-37/Norderstraße 27-29 | Fotos hochladen                  |
| 293            | Toosbüystraße 27 (54° 47′ 27″ N, 9° 25′ 40″ O)        | Wohn- und Geschäftshaus                              | Wohn- und Geschäftshaus; 1906; Baugeschäft Schwark u. Körner; viergeschossiger Putzbau, Fassadengestaltung in Jugendstilformen, verbundene Zwerchgiebel über Kastenerkern optisch als viertes Obergeschoss erscheinend, viergeschossiger Hofflügel - Begründung: geschichtlich, künstlerisch, städtebaulich - Schutzumfang: gesamtes Objekt - Denkmaltyp: Bauliche Anlage, Mehrheit von baulichen Anlagen: Wohn- und Geschäftshäuser Toosbüystraße 1-37/Norderstraße 27-29                                                                                                   | Fotos hochladen                  |
| 1483           | Toosbüystraße 29 (54° 47′ 27″ N, 9° 25′ 39″ O)        | Wohn- und Geschäftshaus                              | Wohn- und Geschäftshaus; 1906; Baugeschäft Schwark u. Körner; viergeschossiger Putzbau, Fassadengestaltung in Jugendstilformen, mittig Kastenerker mit Zwerchgiebel Balkone mit steinernen Brüstungen - Begründung: geschichtlich, künstlerisch, städtebaulich - Schutzumfang: gesamtes Objekt - Denkmaltyp: Bauliche Anlage, Mehrheit von baulichen Anlagen: Wohn- und Geschäftshäuser Toosbüystraße 1-37/Norderstraße 27-29 | Fotos hochladen                  |
| 294            | Toosbüystraße 31 (54° 47′ 27″ N, 9° 25′ 38″ O)        | Wohn- und Geschäftshaus                              | Wohn- und Geschäftshaus; 1904, Baugeschäft Schwark u. Körner; viergeschossiger Putzbau mit ausgebautem Dach, Fassade in historisierenden Jugendstilformen, hoher Backsteinsockel, darüber gliedernde Ziegelbänder, zwei Kastenerker, einseitige Balkonachsen, Zwerchgiebel mit Zierfachwerk - Begründung: geschichtlich, künstlerisch, städtebaulich - Schutzumfang: gesamtes Objekt - Denkmaltyp: Bauliche Anlage, Mehrheit von baulichen Anlagen: Wohn- und Geschäftshäuser Toosbüystraße 1-37/Norderstraße 27-29                                                          | BW                               |
| 296            | Toosbüystraße 37 (54° 47′ 28″ N, 9° 25′ 34″ O)        | Wohn- und Geschäftshaus                              | Wohn- und Geschäftshaus; 1903–04, Maurermeister Christian Hummel; viergeschossiger Putzbau reiche Gliederung in historisierenden Jugendstilformen, stumpfe Ecke mit überhöhtem Turmerker und Haube - Begründung: geschichtlich, künstlerisch, städtebaulich - Schutzumfang: gesamtes Objekt - Denkmaltyp: Bauliche Anlage, Mehrheit von baulichen Anlagen: Wohn- und Geschäftshäuser Toosbüystraße 1-37/Norderstraße 27-29 | BW                               |
| 26907          | Werftstraße 24 (54° 47′ 56″ N, 9° 25′ 41″ O)          | Maschinenbauhalle                                    | Maschinenbauhalle; 1891, 1906; dreischiffige Werkhalle, Anbau z.T. zweigeschossig, Holz-Gusseisen-Mischkonstruktion mit Mauerwerksfassaden, Pilastergliederung mit Segment- und Rundbogenöffnungen, gestaffeltes Dach, Mittelteil heute vollverglast - Begründung: geschichtlich, städtebaulich - Schutzumfang: gesamtes Objekt - Denkmaltyp: Bauliche Anlage, Sachgesamtheit: Alte Werft | BW                               |
| 44626          | Werftstraße 24 (54° 47′ 57″ N, 9° 25′ 40″ O)          | Alte Kesselschmiede                                  | Alte Kesselschmiede; vor 1886, 1891; eingeschossige Werkhalle, Backsteinbau mit Lisenengliederung und flach geneigtem Satteldach (urspr. Steildach), im Innern Gusseisen-Holz-Mischkonstruktion, Anbau 1891 - Begründung: geschichtlich, städtebaulich, technisch - Schutzumfang: gesamtes Objekt - Denkmaltyp: Bauliche Anlage, Sachgesamtheit: Alte Werft | BW                               |
| 44630          | Werftstraße 24 (54° 47′ 58″ N, 9° 25′ 42″ O)          | Modelltischlerei und Lager                           | Modelltischlerei und Lager; 1892; viergeschossiger Bau mit Mauerwerksfassaden und flachem Satteldach, Gliederung durch Strebepfeiler und Kranzgesimse, im Innern Eisen-Holz Mischkonstruktion - Begründung: geschichtlich, städtebaulich, technisch - Schutzumfang: gesamtes Objekt - Denkmaltyp: Bauliche Anlage, Sachgesamtheit: Alte Werft | BW                               |
| 44632          | Werftstraße 24 (54° 47′ 56″ N, 9° 25′ 44″ O)          | Neue Dreherei                                        | Neue Dreherei; 1916; eingeschossige Werkhalle mit Mauerwerksfassade, Walmdach ehemals mit Oberlichtband, Pilastergliederung und hohe Fensterbänder, Eisenbetonbinderkonstruktion - Begründung: geschichtlich, künstlerisch, städtebaulich, technisch - Schutzumfang: gesamtes Objekt - Denkmaltyp: Bauliche Anlage, Sachgesamtheit: Alte Werft | BW                               |
| 44635          | Werftstraße 24 (54° 47′ 55″ N, 9° 25′ 43″ O)          | Alte Montagehalle                                    | Alte Montagehalle; 1891, erweitert 1916; eingeschossige Werkhalle mit zweigeschossigem Büroanbau und zwei eingeschossigen Anbauten, massives Mauerwerk mit Pilastergliederung, Eisenbinderkonstruktion, Walmdach ehem. mit Oberlicht - Begründung: geschichtlich, städtebaulich, technisch - Schutzumfang: gesamtes Objekt - Denkmaltyp: Bauliche Anlage, Sachgesamtheit: Alte Werft | BW                               |
| 26905          | Werftstraße 24 (54° 47′ 52″ N, 9° 25′ 42″ O)          | Verwaltungsgebäude/Torhaus                           | Verwaltungsgebäude/Torhaus; 1897; dreigeschossiger nachträglich geschlämmter Backsteinbau mit Durchfahrt und Satteldach sowie dreigeschossige Tischlerei - Begründung: geschichtlich, städtebaulich - Schutzumfang: gesamtes Objekt - Denkmaltyp: Bauliche Anlage, Sachgesamtheit: Alte Werft | BW                               |

## Quelle
- Liste der Kulturdenkmale in Schleswig-Holstein – Stadt Flensburg (PDF)